# Florynka
Florynka est une localité polonaise de la gmina de Grybów, située dans le powiat de Nowy Sącz en voïvodie de Petite-Pologne.
Elle fut la capitale de l'éphémère République des Lemkos (décembre 1918-janvier 1919).